# Coulée verte René-Dumont
De Coulée verte René-Dumont (officiële benaming sinds 6 maart 2014) of Promenade plantée (oorspronkelijke benaming), kortweg Coulée verte of Promenade, is een verhoogd park, 4,7 km lang, dat op het Parijse deel van de Ligne de Vincennes uit de 19e eeuw is aangelegd en die op 14 december 1969 buiten gebruik is gesteld. Het park ligt in het 12e arrondissement, loopt over afwisselend viaducten, spoordijken, bruggen, gelijkvloerse ruimten, door twee tunnels en werd in 1993 geopend.
De spoorlijn begon in het verdwenen station Paris-Bastille bij de Place de la Bastille, waar nu de Opéra Bastille staat. Het aanliggende opgeknapte viaduct heet sinds 1989 viaduc des Arts ('viaduct van de Kunsten') en ligt 10 meter boven de omgeving. Er zijn trappen en ook liften vanaf de Avenue Daumesnil, die er langs loopt. Het viaduct bestaat uit 71 bakstenen gewelven, waarin plaats is gemaakt voor zo'n 50 winkels met meestal galeriën en kunstnijverheidsateliers. De ruimte bovenop is een wandelpad en beplant met bomen, struiken, bloemen en kruiden. Fietsers hebben een eigen bedding naast de Avenue Daumesnil, verderop zijn er op de parkweg afzonderlijke stroken voor fietsers en voetgangers.
Het park strekt zich uit van de Place de la Bastille tot aan de Boulevard Périferique aan de oostrand van de stad, op korte afstand van het Bois de Vincennes. De totale oppervlakte van het park bedraagt 3,7 ha en verbindt ook een viertal stadsparken (3,3 ha). De gemeenteraad van Parijs besloot tot de officiële naam voor het park Coulée verte René-Dumont, naar de in Frankrijk bekende agronoom en eerste ecologistische presidentskandidaat René Dumont (1904-2001).

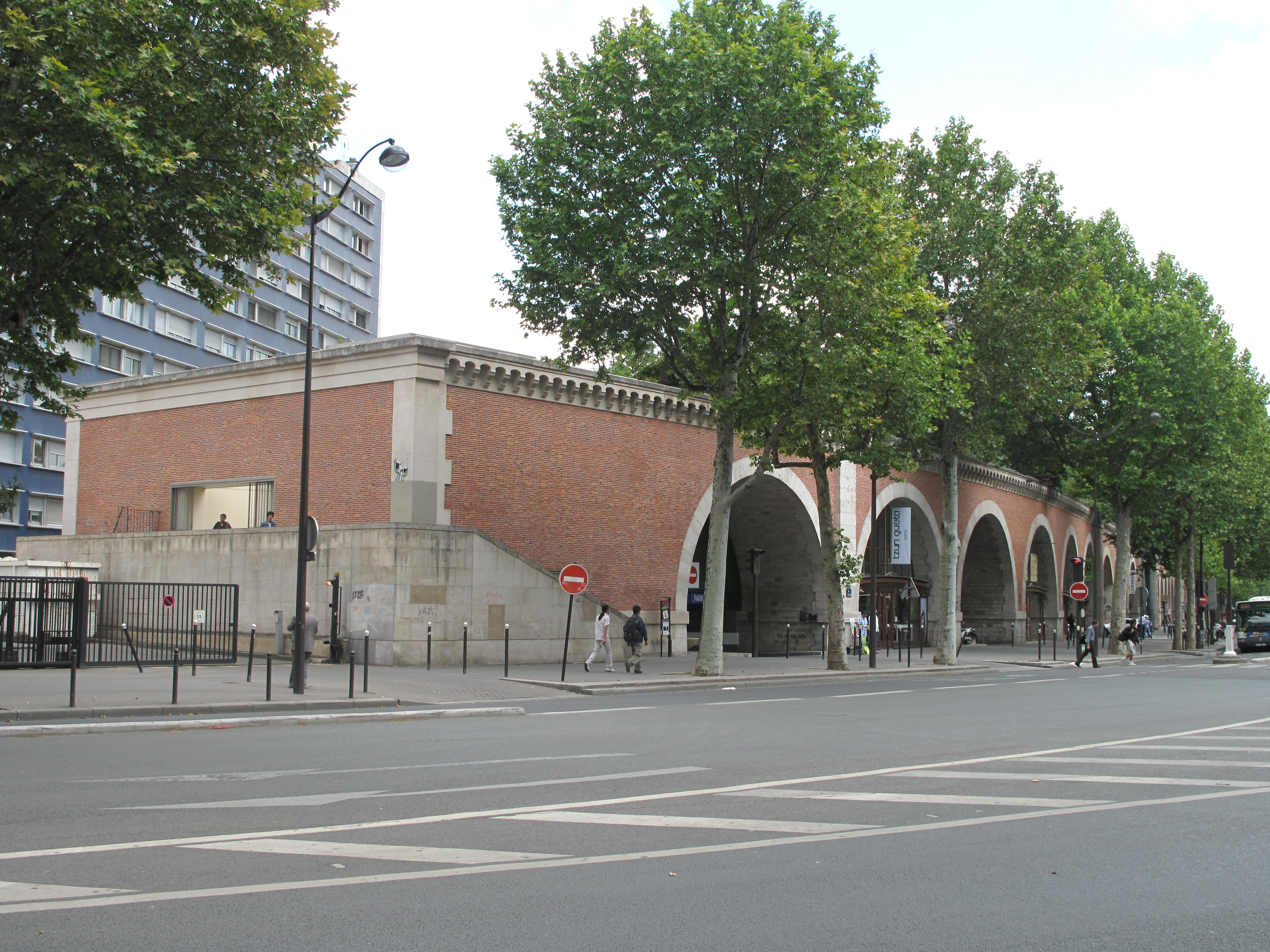
het 'viaduc des Arts' gezien vanaf de Avenue Daumesnil

De Promenade is ontworpen door de landschapsarchitect Jacques Vergely en de architect Philippe Mathieux, en werd vanaf 1988 ingericht. Het oude spoorwegtracée wordt gevolgd tussen gebouwen, over opgeknapte spoorwegbruggen en door twee tunnels, waarna de Promenade zich splitst. De zuidelijke aftakking loopt via een voormalige spoorverbinding tot in het groene Square Charles Péguy, en maakt daar verbinding met de wandelpromenade die op het voormalige tracé van de Petite Ceinture is aangelegd. Het andere deel loopt in oostelijke richting verder en eindigt bij de Porte de Montempoivre voor de Boulevard Périphérique en het Bois de Vincennes.

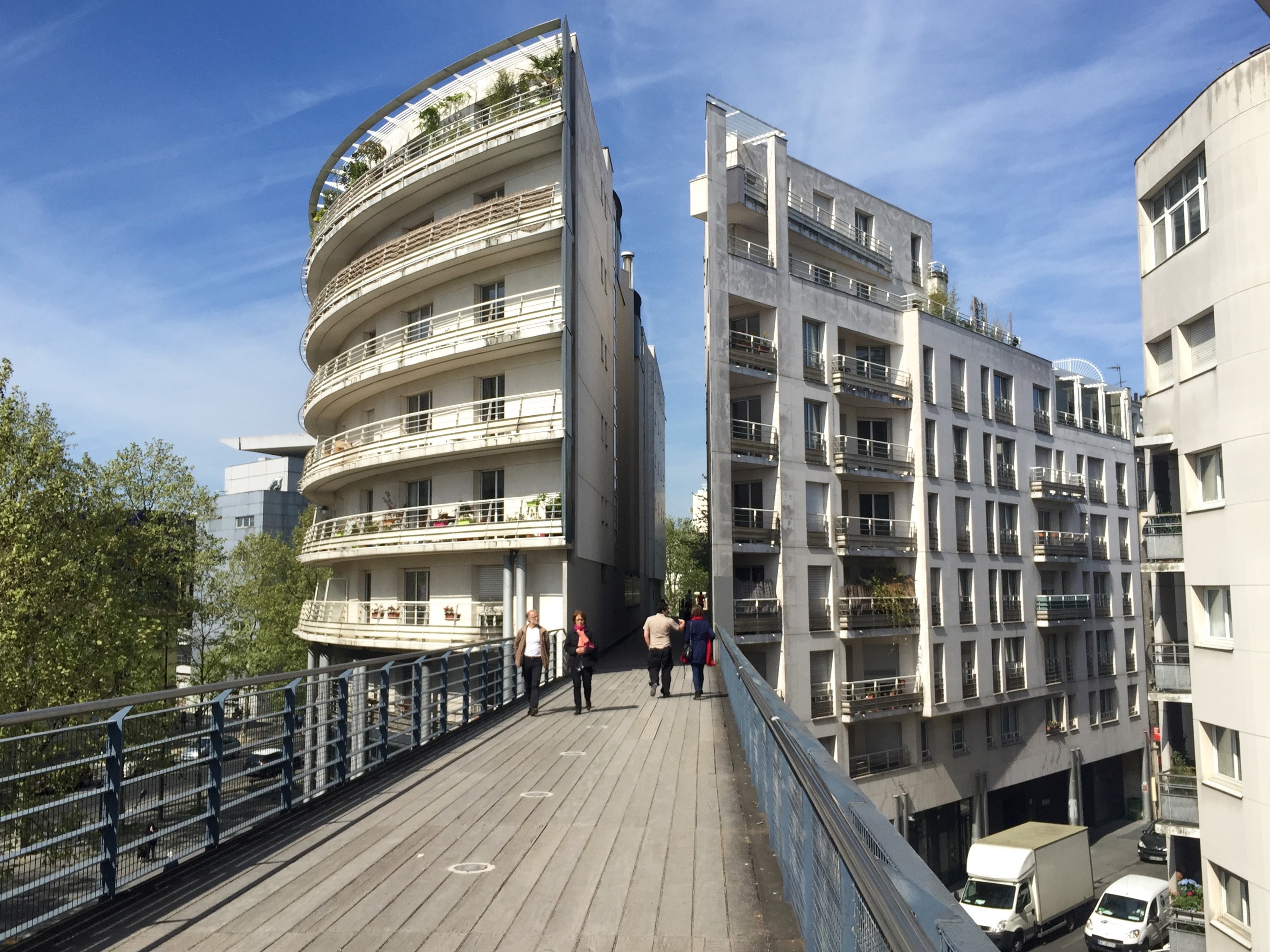
Coulée verte door Parijs

Het is niet meer het enige park ter wereld op een viaduct: de High Line op Manhattan en een vergelijkbaar viaduct in Chicago, maar daar ook voor fietsers, werden naar voorbeeld van de Coulée verte aangelegd.

## Trivia
De Coulée verte komt voor in de film Before Sunset (2004).